# Келли, Лиам (футболист, 1996)
Лиам Патрик Келли (англ. Liam Patrick Kelly; род. 23 января 1996, Глазго) — шотландский футболист, вратарь клуба «Рейнджерс» и сборной Шотландии. Участник чемпионата Европы 2024 года.

## Клубная карьера
Келли — воспитанник клуба «Рейнджерс». В 2016 году Лиам на правах аренды перешёл в «Ист Файф». 9 января в матче против «Бервик Рейнджерс» он дебютировал во Второй лиге Шотландии. Летом того же года Келли был арендован клубом «Ливингстон». 6 августа в матче против «Странраер» он дебютировал в Первой лиге Шотландии. По окончании аренды Келли вернулся в «Рейнджерс», но так и не дебютировал за основу. В 2018 году «Ливингстон» выкупил трансфер Лиама.
В 2019 году Келли перешёл в английский «Куинз Парк Рейнджерс», подписав контракт на четыре года. 2 октября в матче против «Кардифф Сити» он дебютировал Чемпионшипе.
В 2021 году Келли на правах аренды вернулся в Шотландию, став игроком клуба «Мотеруэлл». 10 февраля в матче против «Килмарнока» он дебютировал за новую команду. По окончании аренды клуб выкупил трансфер Лиама, а игрок заключил контракт на 3 года.
Летом 2024 года Келли вернулся в «Рейнджерс» подписав контракт на два года.

## Международная карьера
17 октября 2023 года в товарищеском матче против сборной Франции Келли дебютировал за сборную Шотландии.
В 2024 году Келли принял участие в чемпионате Европы в Германии. На турнире он был запасным и на поле не вышел.